# August Rei
August Rei, född 22 mars 1886 i Pilistvere i dåvarande Guvernementet Livland, död 29 mars 1963 i Stockholm, var en estnisk jurist, politiker och diplomat. Han var Estlands riksäldste (stats- och regeringschef) från 4 december 1928 till 9 juli 1929 och premiärminister med presidentens uppgifter (tillförordnad statschef) i den estniska regeringen i exil från 9 januari 1945 och fram till sin död.

## Biografi
Rei gick i gymnasiet i Tartu och Novgorod. Åren 1904–1905 samt 1907–1911 studerade han juridik vid St. Petersburgs universitet och deltog i 1905 års ryska revolution. Under 1906 var han även redaktör för den underjordiska tidningen Sotsiaaldemokraat (Socialdemokraten) i Tallinn.
Under första världskriget tjänstgjorde Rei som artilleriofficer i Petrograd, han tillhörde de estniska arméenheterna där som i mars 1917, på initiativ av estniska politiker, tilläts samla de estniska soldaterna i egna enheter. Mellan 1917 och 1919 var Rei åter chefredaktör för tidningen Sotsiaaldemokraat och nästan samtidigt (1918–1919) var han arbets- och socialminister, vice statsminister samt biträdande utbildningsminister i den provisoriska regeringen. Därefter (1919–1920 var han ordförande i "Asutava Kogu" (den estniska konstituerande församlingen).
Rei ledde även den delegation som förhandlade om gränsdragningen mellan Estland och Lettland och han var även talman i parlamentet 1925–1926. Mellan 1927 och 1928 var han chefredaktör för tidningen Rahva Sõna (Folkets röst). Rei var utrikesminister 1932–1933 och biträdande utrikesminister 1936–1937. Fram till 1936 arbetade han också som advokat och han utsågs även till hedersdoktor i juridik vid Tartu universitet.
Mellan åren 1938 och 1940 var han Estlands envoyé i Sovjetunionen, varifrån han 1940 flydde till Sverige via Riga. Under åren i Sverige var Rei medlem i den estniska regeringen i exil, från 31 december 1944 till 9 januari 1945 som utrikesminister och från 9 januari 1945 fram till sin död som premiärminister med presidentens uppgifter. 
Rei har även skrivit och tolkat socialistiska böcker och givit ut sina memoarer. Han var under hela sitt liv kulturellt intresserad. Under större delen av tiden i Sverige bodde Rei med sin familj i Bromma och han gravsattes på Bromma kyrkogård. Den 27 augusti 2006 ombegravdes han och hans hustru på Skogskyrkogården i Tallinn.